# Krupac (Konjic)
Pour les articles homonymes, voir Krupac.
Krupac (en cyrillique : Крупац) est un village de Bosnie-Herzégovine. Il est situé dans la municipalité de Konjic, dans le canton d'Herzégovine-Neretva et dans la fédération de Bosnie-et-Herzégovine. Selon les premiers résultats du recensement bosnien de 2013, il compte 64 habitants.

## Histoire
La nécropole de Krupac abrite 2 stećci, un type particulier de tombes médiévales ; elle est inscrite sur la liste des monuments nationaux de Bosnie-Herzégovine.

## Démographie

### Évolution historique de la population
| 1948 | 1953 | 1961 | 1971 | 1981 | 1991 | 2013 |
| ---- | ---- | ---- | ---- | ---- | ---- | ---- |
| -    | -    | 224  | 196  | 135  | 131  | 64   |

|  |